# Margamukti (Pangalengan)
Margamukti is een bestuurslaag in het regentschap Bandung van de provincie West-Java, Indonesië. Margamukti telt 15.943 inwoners (volkstelling 2010).